# Боринка (река)
Боринка — река в Московской и Калужской областях России, левый приток Протвы.
Протекает на всём своём протяжении по еловым и берёзовым лесам и впадает в Протву в 2 км выше города Боровска. От истока по реке проходит граница Московской и Калужской областей. На реке стоят деревня Башкардово и село Федотово. Перед впадением в Протву Боринку пересекает автодорога, по которой в 2 км восточнее находится город Боровск.
Длина — 19 км (по другим данным — 18 км), площадь водосборного бассейна — 74,7 км². Равнинного типа. Питание преимущественно снеговое. Боринка замерзает в ноябре — начале декабря, вскрывается в конце марта — апреле.

## Данные водного реестра
По данным государственного водного реестра России относится к Окскому бассейновому округу. Речной бассейн — Ока, речной подбассейн — бассейны притоков Оки до впадения Мокши, водохозяйственный участок — Протва от истока до устья.